# 金加·加茨卡
金加·加茨卡（波蘭語：Kinga Gacka，2001年10月25日—），波兰女子田径运动员，2022年世界室内田径锦标赛女子4×400米接力铜牌得主、2022年欧洲田径锦标赛女子4×400米接力银牌得主。